# Attacotti

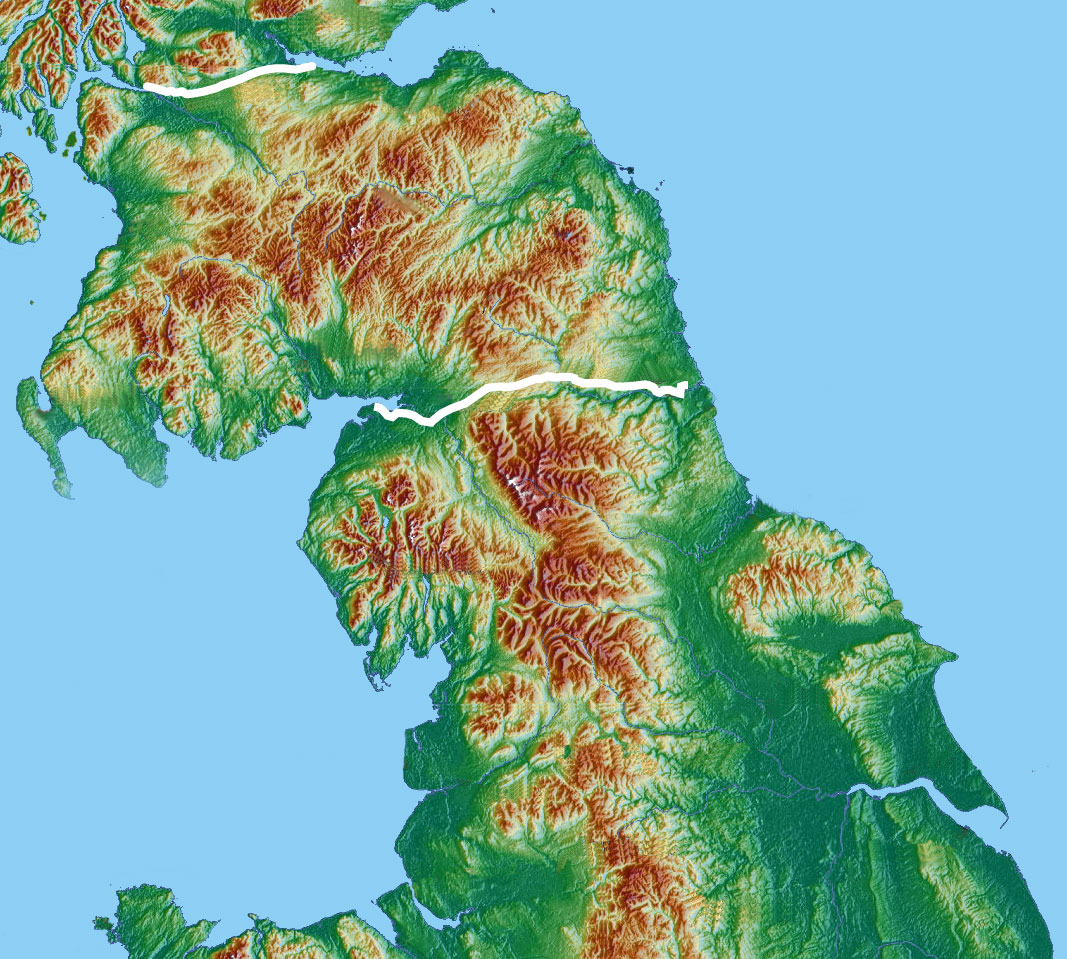
Een kaart van Noord- Romeins Groot-Brittannië en het land tussen Muur van Hadrianus en de Muur van Antoninus.

De Attacotti ( Atticoti, Attacoti, Atecotti, Atticotti, Atecutti, etc. op verschillende manieren gespeld) waren een Keltisch volk dat  tussen 364 en 368 het Romeinse Groot-Brittannië plunderde, samen met de Scotti, Picten, Saksen, Romeinse militaire deserteurs en de inheemse Britten zelf.  Hun bestaan als volk is wat in nevelen gehuld, omdat er maar sporadisch over hun geschreven is. Slechts in de geschriften van Ammianus, waaraan bovenstaande is ontleend komen zij ruim aan bod.

## Notitia Dignitatum
Een belangrijke bron waar de Attacotti genoemd worden is de Notitia Dignitatum, waarin  eenheden van Attacotti staan geregistreerd rond 400 na Christus. Verder is een inscriptie bekend op een grafsteen van een soldaat van de Atecutti. Hun bestaan als een apart volk krijgt extra geloofwaardigheid door twee incidentele verwijzingen naar hen, namelijk als kannibalen en dat bij hun sprake was van gemeenschappelijke vrouwen, in de geschriften van de heilige Hiëronymus.

## Mogelijke Ierse connectie
Misschien al in de 17e eeuw, en zeker in de 18e en 19e eeuw, hebben sommige Ierse geleerden, o.a  Charles O'Conor en John O'Donovan, gesuggereerd dat de oorsprong van de Attacotti in Ierland zou kunnen liggen. Dit was gebaseerd op de gelijkenis tussen het Latijnse Attacotti en de Oud-Ierse term aithechthúatha, een algemene aanduiding voor bepaalde Ierse bevolkingsgroepen, meestal vertaald als "huurbetalende stammen", "vazalgemeenschappen" of "zijrivieren". Op grond van de historische Ierse invallen aan de westkust van Groot-Brittannië in de laat-Romeinse periode, werd gesuggereerd dat een of meer van deze bevolkingsgroepen de overvallers zouden kunnen zijn, die door Ammianus in de jaren 360 werden gemeld.
Meer recent onderzoek heeft aangetoond dat sommige van de Ierse bevolkingsgroepen betrokken zijn geweest bij de overvallen en dat hun vestiging in Romeins Groot-Brittannië kan worden geclassificeerd als aithechthúatha. Desondanks blijft het een probleem om de Attacotti goed te kunnen localiseren en in de geschiedenis te plaatsen.